# Kanzaki
Kanzaki (神埼市?, Kanzaki-shi) è una città giapponese della prefettura di Saga.
La moderna città di Kanzaki è stata costituita il 20 marzo 2006, dalla fusione della precedente città di Kanzaki, assorbendo la città di Chiyoda, ed il villaggio di Sefuri (tutti del distretto di Kanzaki). A seguito di questa fusione non ci sono più villaggi nella prefettura di Saga.